# Run Kid Run
Run Kid Run is een Amerikaanse pop rockband uit Illinois. De band bestaat uit 4 leden: een drummer, bassist en 2 mensen die vocals of gitaar spelen. De band debuteerde in mei 2006 met het album This Is Who We Are.

## De bandleden
- Matt Jackson, drummer
- Lyle Chastain, bassist
- Neil Endicott, gitaar en vocals
- David Curtis, gitaar en vocals